# Pandémie de Covid-19 au Timor oriental
 (juillet 2020).
Si vous disposez d'ouvrages ou d'articles de référence ou si vous connaissez des sites web de qualité traitant du thème abordé ici, merci de compléter l'article en donnant les références utiles à sa vérifiabilité et en les liant à la section « Notes et références ».
La pandémie de Covid-19 au Timor oriental démarre officiellement le 21 mars 2020. À la date du 5 novembre 2022, le bilan est de 138 morts.

## Chronologie

### Février 2020
- Le 10 février, l'entrée des non-ressortissants qui s'étaient rendus en Chine au cours des 4 dernières semaines a été restreinte. Ceux qui avaient visité le Hubei étaient interdits, tandis que ceux qui avaient visité d'autres régions de Chine pouvaient entrer avec un certificat médical valide.
- Le 21 février, des étudiants qui étudiaient à Wuhan sont arrivés au Timor oriental après une période de quarantaine en Nouvelle-Zélande.

### Mars 2020
- Le 19 mars, le Timor oriental a fermé ses frontières avec l'Indonésie à titre préventif.
- Le 21 mars, le Timor oriental a confirmé son premier cas de Covid-19 importé. L'endroit où il a commencé est inconnu.
- À la suite de cela, les écoles ont été suspendues le 22 mars et l'église catholique a annulé la messe. L'état d'urgence a été déclaré et les rassemblements publics étaient limités à 5 personnes, tandis que toutes les arrivées internationales étaient soumises à une quarantaine obligatoire.

### Avril 2020
- Le 6 avril, le Parlement a approuvé des mesures urgentes pour faire face à la pandémie.
- Le 9 avril, un deuxième cas a été confirmé: une personne entrée dans le pays de l'autre côté de la frontière terrestre avec l'Indonésie. Le premier cas, confirmé le 21 mars, est désormais guéri.

### Mai 2020
- Le 15 mai, le Timor oriental a confirmé le rétablissement de son dernier cas confirmé. Jusqu'au 31 mai, le pays n'a reçu aucun nouveau cas confirmé.

### Septembre 2022
- Le 15 septembre, le palier des 100 morts est atteint[2].

## Statistiques

Nombre de cas au Timor oriental depuis le début de l'épidémie.

Nombre de morts au Timor oriental depuis le début de l'épidémie.